# Kowmung River
Kowmung River är ett vattendrag i Australien. Det ligger i delstaten New South Wales, i den sydöstra delen av landet, omkring 87 kilometer väster om delstatshuvudstaden Sydney.
I omgivningarna runt Kowmung River växer i huvudsak städsegrön lövskog. Runt Kowmung River är det glesbefolkat, med 14 invånare per kvadratkilometer. Genomsnittlig årsnederbörd är 1 149 millimeter. Den regnigaste månaden är februari, med i genomsnitt 214 mm nederbörd, och den torraste är juli, med 26 mm nederbörd.